# Vazba delta

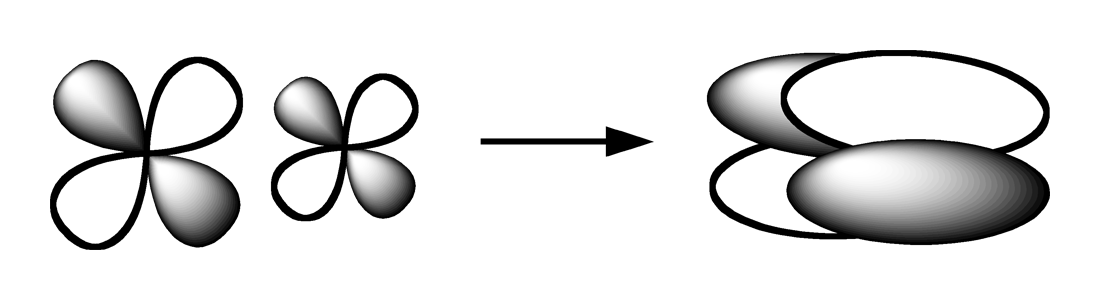
Tvorba vazby δ dvou d orbitalů

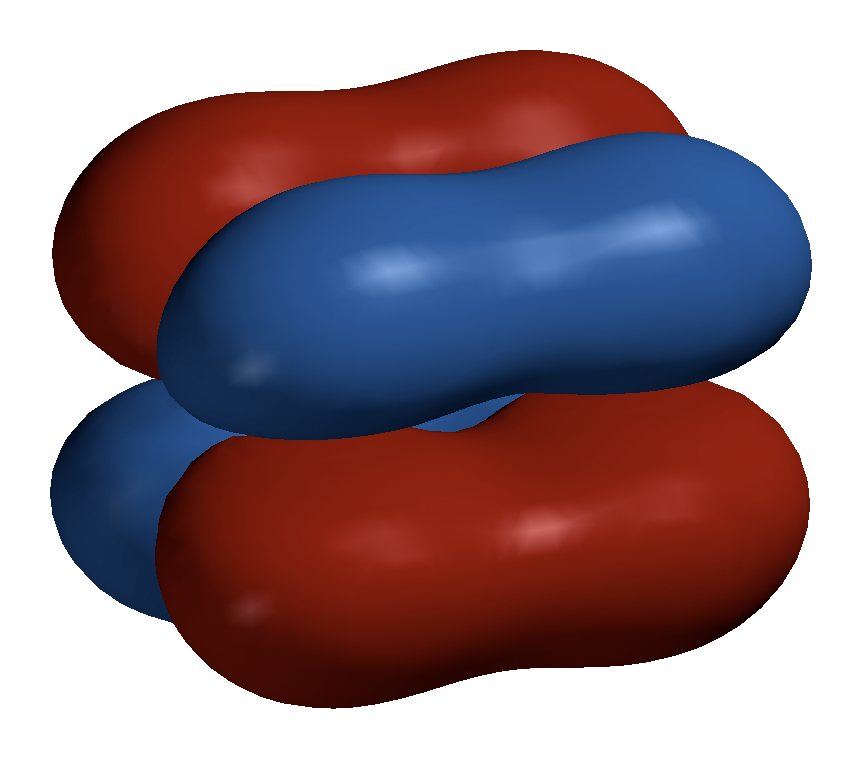
Trojrozměrný model vazby δ u Mo_{2}

Vazba delta (δ) je kovalentní vazba, při níž dochází k překryvu čtyř laloků jednoho a čtyř laloků druhého atomového orbitalu. Tento překryv vede ke vzniku molekulového orbitalu se dvěma uzlovými rovinami obsahujícími mezijadernou osu a procházejícími oběma atomy.
Řecké písmeno δ v označení tohoto typu vazby odkazuje na atomové orbitaly d, jelikož je orbitalová symetrie vazby δ stejná jako u obvyklého (čtyřlalokového) orbitalu d. Tento typ vazby vytvářejí prvky, které mají ve valenčních orbitalech obsazené d orbitaly, jejichž energie je dostatečně nízká na to, aby mohly být zapojeny do kovalentní vazby; mezi sloučeniny s vazbou delta patří například organické sloučeniny přechodných kovů. Některé sloučeniny rhenia, molybdenu a chromu mají ve svých molekulách čtverné vazby, které se skládají z jedné vazby sigma, dvou vazeb pí a jedné vazby delta.
Symetrie vazebného orbitalu δ se liší od symetrie protivazebného orbitalu π, u něhož v jedné uzlové rovině leží mezijaderná osa, zatímco druhá rovina je na mezijadernou osu kolmá.
Označení δ zavedl roku 1931 Robert Sanderson Mulliken. První sloučeninou, u níž byla taková vazba nalezena, se stal oktachlordirhenan draselný. Roku 1965 oznámil Frank Albert Cotton, že vazba delta je součástí čtverné vazby v iontu [Re2Cl8]2−.
Vazba delta se také vyskytuje v molekule trikarbonylu cyklobutadienželeza, kde vytváří vazbu mezi d orbitalem železa a čtyřmi p orbitaly cyklobutadienu.